# Johann Reinhard Blum
Johann Reinhard Blum, född 28 oktober 1802 i Hanau, död 21 augusti 1883 i Heidelberg, var en tysk mineralog.
Blum var professor vid Heidelbergs universitet 1838-1877. Han författade läroböcker i mineralogi och bergartslära. Främst kan nämnas Die Pseudomorphosen des Mineralreichs (1843, med tillägg till och med 1879).